# Sklípkoši
Sklípkoši (Mesothelae) jsou primitivní podřád pavouků.

## Systematika a evoluce
Za popisnou autoritu sklípkošů je považován britský přírodovědec Reginald Innes Pocock, jenž na základě výzkumu rodu Liphistius již roku 1892 navrhl rozdělení pavouků na taxony Mesothelae a Opisthothelae (zahrnuje sklípkany, odb. Mygalomorphae; a dvouplicné pavouky, odb. Araneomorphae). Tuto podobu systému podporují i molekulárně-fylogenetické analýzy; sklípkoši představují sesterskou skupinu vůči všem ostatním pavoukům.
Sklípkoši zahrnují žijící čeleď sklípkošovití (Liphistiidae), alternativně však může být rozlišována i čeleď Heptathelidae. Čeleď Liphistiidae v takovém případě vystupuje jako monotypická, zahrnuje pouze jediný rod Liphistius. World Spider Catalog se k roku 2024 kloní používat čeleď Liphistiidae v širším smyslu, jež v takovém případě zahrnuje následujících osm rodů:
- Ganthela Xu & Kuntner, 2015;
- Heptathela Kishida, 1923;
- Liphistius Schiødte, 1849;
- Luthela Xu & Li, 2022;
- Qiongthela Xu & Kuntner, 2015;
- Ryuthela Haupt, 1983;
- Songthela Ono, 2000;
- Vinathela Ono, 2000.

Fosilní nálezy pavouků interpretované jako pozůstatky sklípkošů sahají až do karbonu (čeledi Arthrolycosidae, Palaeothelidae, Arthromygalidae), přičemž několik prvohorních nálezů poskytla i naleziště na Rakovnicku. Bohaté jsou však i pozdější nálezy v barmském jantaru datované do křídy (čeledi Eomesothelidae, Burmathelidae, Cretaceothelidae, Arthromygalidae).

## Popis

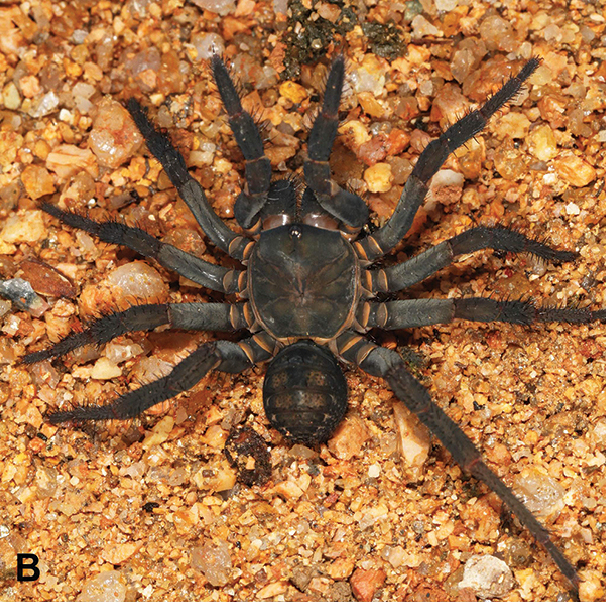
Sklípkoš Qiongthela bawang

Sklípkoši dosahují celkové velikosti těla asi 10 až 30 mm. Jde o středně velké až velké pavouky, přičemž hlavová část hlavohrudi je vyvýšena nad hrudní částí. Sklípkoši představují nejstarobylejší žijící pavouky, stavbou těla se stále relativně podobají svým prvohorním předkům. Významným primitivním znakem sklípkošů je zřetelně článkovaný zadeček, což je znak nepozorovaný u ostatních pavouků. Svrchní část zadečku překrývá jedenáct destiček neboli tergitů. Spodní strana zadečku původně zahrnovala shodný počet břišních destiček (sternitů), na jejich existenci stále upomíná přítomnost několika příčných rýh.
Primitivní je rovněž podoba snovacích bradavek, jež se nacházejí uprostřed břišní strany zadečku. U ostatních pavouků došlo k úplné redukci zadečkových článků mezi snovacími bradavkami a řitním otvorem, snovací bradavky se tak u nich posunuly až na konec pohyblivého zadečku. Sklípkoši jsou zároveň jedinými pavouky, u nichž se objevuje původní počet čtyř párů snovacích bradavek – přední střední pár, přední postranní pár, zadní střední pár a zadní postranní pár. Přední střední bradavky byly u pokročilejších linií pavouků ztraceny, u dvouplicních pavouků vůči nim představuje homologii snovací políčko neboli kribelum (slouží k produkci ultrajemných vláken, tzv. kribelového vlášení, ovšem několikrát došlo k jeho ztrátě), případně útvar zvaný kolulus. Někteří sklípkoši rovněž vykazují odvozenější vzor snovacích bradavek, včetně redukce inkriminovaného předního středního páru, jenž v takovém případě nabývá podoby nefunkčních knoflíkovitých výrůstků. Vnitřní snovací bradavky mohou být nepárové. Postranní snovací bradavky sklípkošů jsou tvořeny několika články, střední snovací bradavky jsou nesegmentované.
Sklípkoši zachovávají dva páry plicních vaků, zatímco u dvouplicních pavouků bývá jeden jejich pár přeměněn na vzdušnice. U některých zástupců sklípkošů také zůstává patrná segmentace nervové soustavy. Z dalších primitivních znaků této skupiny lze jmenovat přítomnost plagiognátních chelicer (tj. hroty drápků nesměřují proti sobě), dvou párů koxálních žláz na kráčivých končetinách či primitivní stavbu kopulačních orgánů.

## Výskyt a chování

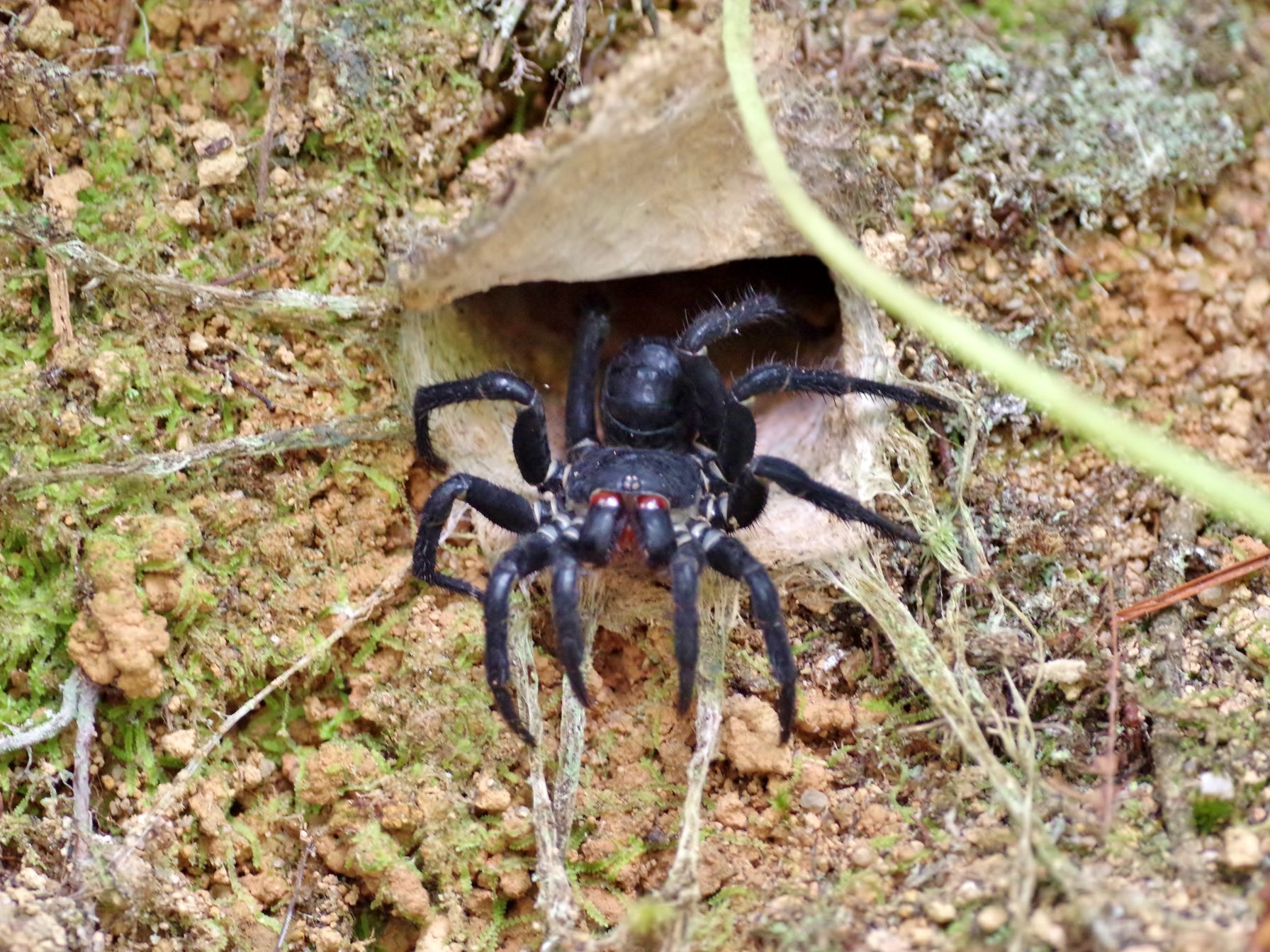
Sklípkoš Liphistius malayanus

Sklípkoši se vyskytují ve východní a jihovýchodní Asii, vyjma pevninských oblastí i na přidružených ostrovech (Sumatra, Okinawa, Rjúkjú aj.). Všichni sklípkoši představují predátory. Budují si zemní nory s padacími vchody, do jejichž ústí mohou vést paprsčitá signální vlákna, a loví živočichy, kteří se přiblíží k ústí nory příliš blízko. Tvrdilo se, že sklípkoši postrádají jedové žlázy, studie z roku 2010 však tyto hypotézy prokazatelně vyvrátila.
Během rozmnožování samec přistupuje k samici zepředu a ta následně nadzdvihne tělo, aby mohl samec zavést do jejího genitálního otvoru svá makadla (slouží jako druhotný kopulační orgán). Tato rozmnožovací pozice je u pavouků považována za primitivní.